# Lerolândia
Lerolândia é um distrito localizado na zona rural do município de Santa Rita, no estado da Paraíba. O distrito fica à nordeste do Centro de Santa Rita, a 20km da sede do município, as margens da rodovia estadual PB-025, km12 e a 15km do centro de Lucena, cidade a leste desse lugar. Sua população baseada em dados da secretaria da saúde em 2024 é de 8000 habitantes.

## Etimologia e origem
A história de Lerolândia, em parte, estudada no detalhe em 1984 pelo doutor e geógrafo Eduardo Rodrigues Viana de Lima, um núcleo de urbanização rural no município de Santa Rita-PB, está profundamente entrelaçada com a expansão da atividade canavieira incentivada pelo programa Proálcool, a partir da década de 1970. Seu nome já aparecia em registros de cartas topográficas da SUDENE datadas do ano de 1970. 
Criada inicialmente como uma tentativa estatal de conter o êxodo rural e ao mesmo tempo desenvolver comunidades de produtores rurais nas vastas terras santaritensses, acabou por não se concretizar o objetivo e seguir um outro destino: garantir mão de obra barata para o setor canavieiro, Lerolândia tornou-se um reflexo das contradições do desenvolvimento agrário brasileiro: modernização produtiva de um lado, e busca incessante por mão-de-obra barata do outro.
Localizada na Zona da Mata Paraibana, Lerolândia apresenta clima quente e úmido, solos diversos e vegetação que variava de mata atlântica a cerrados. Esses recursos naturais foram em grande parte convertidos para o cultivo de cana-de-açúcar, influenciando diretamente a ocupação e organização do espaço rural.
A economia canavieira moldou a história de Santa Rita desde o período colonial, com os engenhos movidos a trabalho escravo. Com a crise do sistema escravocrata e depois a implantação das usinas e destilarias, sobretudo com o Proálcool, o trabalho assalariado barato, a partir da década de 70 tomou o lugar do antigo 'agricultor e produtor rural' que viu suas terras serem tomadas em nome de uma solução para a crise do diesel iniciando-se naquela época, em troca de um lote de 10x20 em um aglomerado concentrado em uma área de 10 hectares, que viria a se chamar Lerolândia.
O início dessa mudança nas relações socioeconômicas se deu nos anos 1970, o projeto de Marcos Odilon resultou na fundação de três núcleos urbanos rurais, incluindo Lerolândia. O bairro iniciou com 368 lotes, dos quais 322 medindo 10x 20 metros e 46 medindo 12 x 20 metros, correspondendo estes últimos, àqueles de esquina. Desses lotes maiores, 8 foram destinados à construção de um Grupo Escolar Municipal, de um Posto Odonto-Médico, de uma lavandaria e de um abrigo para o motor bomba de uma caixa d’água. Tudo isso junto às plantações de cana e próximo as destilarias.
Em 1984, Lerolândia já abrigava cerca de 1.200 pessoas nesses lotes, população majoritariamente jovens e oriundos da zona rural. Muitos haviam sido expulsos dos sítios ou migrado por falta de condições urbanas dignas, vendo na posse de um lote uma alternativa e esperança de estabilidade e moradia própria.
Lerolândia é um caso emblemático de como a urbanização rural pode ser usada como estratégia de contenção social e aproveitamento da mão de obra. Apesar da promessa de melhoria, o núcleo perpetua infraestrutura pública precária. No entanto, em 2022, as condições de trabalho são outra realidade, mas graças a própria população que desenvolve uma cultura empreendedora transformando o próprio espaço e tornando Lerolândia no núcleo de urbanização rural mais desenvolvido, promissor e com maior potencial do município de Santa Rita.

## Economia
A economia é movimentada, essencialmente, pelo agronegócio. Plantio e processamento de cana-de-açúcar, mandioca, coco e agricultura familiar. Além do comercio local e prestação de serviço.

### Agronegócio

#### Japungu Agroindustrial
A indústria Japungu Agroindustrial, principal empresa, que fica a seis quilômetros do bairro. É a maior indústria de álcool, açúcar  e bioenergia de Santa Rita. A maior parcela de empregos gerados em Lerolândia pertence a ela. Além da Japungu, outras empresas do agronegócio também movimentam a economia do distrito:

#### Coco do Vale
Apesar de pertencer juridicamente à Lucena, a fábrica Coco do Vale encontra-se mais próxima de Lerolândia. É uma empresa de fabricação de Derivados de coco, como coco ralado, óleo de coco e leite de coco.

#### Jacaraúna Alimentos
Antes, apenas uma fazenda de macaxeira, feijão e milho, Jacaúna Alimentos se industrializou e passou a processar macaxeira e feijão.

#### Usina Jacuípe
A falida Usina Jacuípe já foi a principal usina da localidade, chegando a possuir uma frota e mecanização automotiva nos seus processos.

#### Usina Agroval
A Usina Agroval, pertencente ao grupo Japungú, localiza-se mais próxima ao centro de Santa Rita do que do distrito de Lerolândia. A indústria fabrica açúcar a partir da cana-de-açúcar.

### Agricultura
Na agricultura tem-se as fazendas Campo Grande, Dois irmãos e Pau Brasil, onde são produzidos, familiarmente, macaxeira, batata, inhame, coco, milho, feijão, abacaxi, cana-de-açúcar e outros alimentos que são comercializados em Lerolândia e a maior parte na CEASA. O comércio tem crescido significativamente nos últimos anos por chamar a atenção de microempreendedores. Atualmente, existem dois mercados, três panificadoras, diversas mercearias espalhadas por todo o bairro, lanchonetes, restaurantes, academia de musculação, casa noturna, lan houses, organizadores de eventos, fornecedores de internet locais além de outros externos, escolas de reforço, centro de distribuição de gás, pizzaria online, tapiocaria, barbearias espalhadas por todo o bairro, salões de beleza, bares e clinica de fisioterapia. Apesar de ter bastante micro empreendimentos, a maioria deles são recentes e ainda funcionam de maneira informal gerando empregos informais.

## Entretenimento, esporte e lazer
O distrito possui uma praça, a Praça São Pedro e São Paulo, localizada no cruzamento das ruas Brasileiro e Adamastor V. Melo, onde costuma ocorrer eventos e onde parques de diversão nômades se fixam quando passam um temporada no lugar.
A rádio existente é a Rádio Alternativa de Lerolândia, tocada em caixas espalhadas nos postes de energia por todo o bairro. Foi fundada em 2019. Até o presente, 2019, possui apenas um programa religioso tocado na manhã aos domingos e todo o restante do horário é dedicado à propaganda de organizações e seus produtos e serviços, tanto de Lerolândia, quanto de outros lugares. O ginásio poliesportivo Alfredão é o único do local e onde ocorre tanto eventos esportivos, como religiosos, festas, shows, entre outros. Além do Alfredão, existe também o campo de futebol Barradão, onde ocorre torneios de futebol em cada aniversário dos clubes amadores de futebol de Vila, treinos e amistosos. O campo tem esse nome por não ter arquibancada nem gramado e ser de terra batida. Lerolândia tem um projeto de Judô como crianças e adolescentes, desenvolvido por Sensei Rommel de Moraes (Faixa preta 2º Dan, tendo como ajudante Gizelli Souza da Silva,(Faixa Roxa) O projeto acontece na parte de cima da Academia localizada na rua. Jorn. Nascimento Brito. Para maiores informações ligar para 83 99339-8347.

### Rádios
| Rádio                        | Segmento |
| ---------------------------- | -------- |
| Rádio El Shaday              | Geral    |
| Rádio Alternativa Lerolândia | Gospel   |

### Internet
O distrito dispõe de vários fornecedores de internet, tanto internos quanto externos. A qualidade da internet é satisfatória e constante. Atualmente, quedas de internet são raras. Abaixo uma listas de fornecedores de internet:
| Fornecedor | Origem  |
| ---------- | ------- |
| Alpha Net  | Local   |
| Jonas Net  | Local   |
| Big Net    | Externa |
| UP Telecom | Externa |

## Fazendas/Granjas na Região
As fazendas descritas aqui são as que possuem alguma residência fixa. A população dessas fazendas não estão incluídas na contagem da população de Lerolândia, pois não fazem parte do Distrito.
| Fazenda/Granja | Apelido               | Pop. |
| -------------- | --------------------- | ---- |
| Jacaraúna      |                       | +100 |
| Japungú        |                       | +100 |
| Campo Grande   |                       | -    |
| Tapira         |                       | -50  |
| Jair           | Rio de Jair           | -50  |
| Pau Brasil     |                       | -50  |
| Arizona        |                       | -50  |
| Dr. Benon      | Rio de Jair           | -50  |
| D. Lucinda     | Rio de Baixo Direita  | -50  |
| D. Nega        | Rio de Baixo Esquerda | -50  |
| Jacuípe        | Rio da Usina          | -    |
| Dois Irmãos    |                       | -    |
| Luzia          |                       | +50  |
| Igrejinha      |                       | -50  |

## Infra-Estrutura
A infraestrutura de Lerolândia é precária. Não possui saneamento básico e, apesar de alguns projetos iniciados pela administração municipal, nenhum chegou a sair do papel. Mais de 90% das ruas não possui pavimentação ou asfaltamento. Na primeira década de 2000 foi iniciado o calçamento das ruas, no entanto, apenas 3 das mais de 30 ruas do bairro foram calçadas. Foram elas: R.  Celina Lins Modesto, R. Borges Trindade e Av. Senador Macones Gadelha. Das três únicas ruas calçadas, apenas 1 foi 100% calçada, a R. Celina Lins Modesto.

## Educação
O distrito possui duas escolas públicas municipais de ensino fundamental, uma fundamental 1 e outra fundamental 2, EMEF Paulo Jorge Rodrigues de Lima e EMEF Emília Cavalcante de Morais Neta. Não existe escola de ensino médio, técnico ou superior no local. Também não há escolas particulares, apenas escolas de reforço escolar para crianças. Existem duas creches, Creche Escola  Raquel Pedrosa e uma segunda em construção que deu início antes de 2014 e continua até hoje.

## Saúde
Lerolândia dispõe apenas de um PSF (Posto de Saúde Familiar) localizado na Av. Sen Marcones Gadelha. Para casos mais graves é necessário deslocar-se para Santa Rita ou João Pessoa. Não há empreendimentos privados para esse setor.